# Puerto San Julián
Puerto San Julián (Porto São Julião) é uma vila de 7 mil habitantes, situada no litoral atlântico da província de Santa Cruz, Argentina.
Está localizada na margem oriental da baia de São Julião, a 49°17'00" de latitude sul e 67°42'25" de longitude oeste.
Puerto San Julián recebeu o nome do explorador português Fernão de Magalhães, que lá chegou em 31 de Março de 1520 e passou o inverno no porto.
Conheceram os povos indígenas descritos por Antonio Pigafetta como gigantes e os chamaram de patagônicos